# Simulium parahiyangum
Simulium parahiyangum är en tvåvingeart som beskrevs av Takaoka och Sigit 1992. Simulium parahiyangum ingår i släktet Simulium och familjen knott. Inga underarter finns listade i Catalogue of Life.